# Eötvös tér (Nagykanizsa)
Az Eötvös tér Nagykanizsa belvárosának egyik legnagyobb, főként park jellegű tere. Formája a város többi teréhez hasonlóan tölcsér alakú, itt ér véget a város fő utcája. A tér északi oldaláról két fontos közlekedési útvonal is indul, a Budapest felé vezető Balatoni út valamint a Kaposvár felé vezető Teleki utca.

## Története
A tér délkeleti sarkán állt a piarista gimnázium épülete, melyet 1919-ben elbontottak, de a köznyelvben használt "Papkert" elnevezés azóta is megmaradt. A tér befásítására először 1872-ben született javaslat. A park teljes növényzete egy 1992-es rendelet szerint helyi védelem alá tartozik.

## A téren található szobrok és műalkotások
- Nagy-Magyarország-emlékmű
- Tanácsköztársaság emlékmű
- Deák Ferenc mellszobra
- Család szoborcsoport